# Raichur
Raichur (Kannada: ರಾಯಚೂರು Rāyacūru) ist eine Stadt im indischen Bundesstaat Karnataka mit rund 230.000 Einwohnern. Sie ist Verwaltungssitz des Distrikts Raichur. Die Stadt hat den Status eines City Municipal Councils.

## Lage
Raichur liegt rund 450 km (Fahrstrecke) nördlich von Bengaluru (ehemals Bangalore) im Nordosten Karnatakas nahe der Grenze zum östlich gelegenen Nachbarbundesstaat Telangana. Die Stadt befindet sich auf einer Höhe von rund 400 m im zentralen Teil des Hochlands von Dekkan im sogenannten Raichur-Doab, dem Gebiet zwischen den beiden Flüssen Krishna und Tungabhadra. Das Klima in Raichur ist meist heiß und trocken; Regen (ca. 715 mm/Jahr) fällt fast nur in den Monsunmonaten Juni bis Oktober.

## Bevölkerung
Offizielle Bevölkerungsstatistiken werden erst seit 1991 geführt und veröffentlicht.
| Jahr      | 1991    | 2001    | 2011    |
| Einwohner | 170.577 | 207.421 | 234.073 |

Die Kannada und Hindi sprechende Bevölkerung besteht zu etwa 67,5 % aus Hindus, zu knapp 30 % aus Moslems und zu jeweils ca, 1 % % aus Jains und Christen; zahlenmäßig kleine Minderheiten bilden Sikhs, Buddhisten und andere. Der männliche und der weibliche Bevölkerungsanteil sind annähernd gleich hoch.

## Wirtschaft
In den Dörfern der Umgebung dominiert die Landwirtschaft, vor allem der Reisanbau und die Baumwollproduktion. Das Wirtschaftsleben in der Stadt selbst wird bestimmt von Handwerk, Handel, Kleinindustrie und Dienstleistungen aller Art.

## Geschichte
Für die Geschichte der Stadt spielt das Fort Raichur eine zentrale Rolle. Im Jahr 1294 von Gore Gangaya Ruddivaru, einem Minister des Königs von Warangal, erbaut, war es ab dem 14. Jahrhundert zwischen dem Vijayanagar-Reich und dem Bahmani-Sultanat umkämpft. Ende des 15. Jahrhunderts kam Raichur zum Sultanat Bijapur. Nach der Niederlage Bijapurs gegen das Heer des Kaisers Aurangzeb im Jahr 1686 wurde auch Raichur in das Mogulreich eingegliedert und kam 1724 zu dem von dem Mogulgouverneur (subahdar) Asaf Jah I. gegründeten Staat Hyderabad. Während der britischen Kolonialzeit war Hyderabad ein nominell unabhängiger Fürstenstaat unter britischer Oberherrschaft. 1853 trat Hyderabad Raichur an die Briten ab, 1860 wurde die Stadt aber wieder an Hyderabad zurückgegeben. Ein Jahr nach der indischen Unabhängigkeit wurde Hyderabad 1948 von Indien annektiert. Durch den States Reorganisation Act kam Raichur 1956 an den nach den Sprachgrenzen des Kannada geschaffenen Bundesstaat Mysore (1973 umbenannt in Karnataka).

## Sehenswürdigkeiten
Die Altstadt Raichurs erstreckt sich nördlich des Forts Raichur. Südlich der Festung liegt ein künstlicher See namens Aam Talab. Sehenswürdigkeiten der Stadt sind das Fort Raichur mitsamt der im Jahr 1470 erbauten Mekka-Moschee sowie die Freitagsmoschee aus dem Jahr 1618 im Stadtzentrum.

## Persönlichkeiten
- Sylvester Monteiro (1933–2005), römisch-katholischer Geistlicher, Bischof von Aurangabad